# Christania Williams
Christania Williams (* 17. Oktober 1994 im Saint Ann Parish) ist eine jamaikanische Sprinterin, die sich auf den 100-Meter-Lauf spezialisiert hat.

## Sportliche Laufbahn
Erste internationale Erfolge feierte Williams 2011 im Jugend- und Juniorenbereich. Bei den CARIFTA Games in Montego Bay gewann sie im 100-Meter-Lauf in der Altersklasse U20 die Bronzemedaille hinter Anthonique Strachan von den Bahamas und Michelle-Lee Ahye aus Trinidad und Tobago. In der 4-mal-100-Meter-Staffel führte sie die jamaikanische Mannschaft um Deandre Whitehorne, Celia Walters und Shericka Jackson als Startläuferin zur Goldmedaille. Im selben Jahr belegte auch bei den Jugendweltmeisterschaften nahe Lille den dritten Rang über 100 Meter, hier hinter den US-Amerikanerinnen Jennifer Madu und Myasia Jacobs. In der Staffel wurde sie erneut als Startläuferin eingesetzt und feierte gemeinsam mit Shericka Jackson, Chrisann Gordon und Olivia James den Titelgewinn.
Bei den Zentralamerika- und Karibik-Juniorenmeisterschaften 2012 in San Salvador gewann Williams im 100-Meter-Lauf die Bronzemedaille. In der als Demonstrationswettbewerb 4-mal-100-Meter-Staffel setzte sie sich mit der jamaikanischen Mannschaft gegen die Stafette aus El Salvador durch. Auch bei den zwei Wochen später stattfindenden Juniorenweltmeisterschaften in Barcelona trat sie in der Staffel an. Das jamaikanische Team erreichte jedoch im Vorlauf das Ziel nicht.
Zwischen 2012 und 2015 steigerte Williams ihre Bestleistung über 100 Meter von 11,54 Sekunden auf 11,11 Sekunden, blieb aber in der Aktivenklasse ohne nennenswerte internationale Resultate. Der Durchbruch gelang ihr bei den Olympischen Spielen 2016 in Rio de Janeiro. In der 4-mal-100-Meter-Staffel gewann sie gemeinsam mit den mehrfachen Sprintolympiasiegerinnen Elaine Thompson, Veronica Campbell-Brown und Shelly-Ann Fraser-Pryce die Silbermedaille hinter der US-amerikanischen Staffel. Außerdem qualifizierte sie sich mit einer Zeit von 10,96 Sekunden für das Finale im 100-Meter-Lauf. Dort belegte sie jedoch abgeschlagen nur den achten Rang. Bei den IAAF World Relays 2017 auf den Bahamas kam sie in der 4-mal-100-Meter-Staffel im Vorlauf zum Einsatz, die später in anderer Besetzung den zweiten Platz belegte. Im August erhielt sie ebenfalls den Startplatz im Vorlauf mit der Staffel bei den Weltmeisterschaften in London, bei denen die jamaikanischen Damen im Finale die Bronzemedaille hinter den US-Amerikanerinnen und den Britinnen gewannen. 2018 nahm sie erstmals an den Commonwealth Games im australischen Gold Coast teil und gewann mit 11,21 s die Silbermedaille hinter Michelle-Lee Ahye. Auch mit der jamaikanischen Stafette sicherte sie sich in 42,52 s hinter der Mannschaft aus England Silber.

## Persönliche Bestzeiten
- 100 Meter: 10,96 s (+1,0 m/s), 13. August 2016 in Rio de Janeiro
- 60 Meter (Halle): 7,14 s, 25. Februar 2018 in Glasgow